# Giovanna Antonelli
Giovanna Antonelli Prado (Rio de Janeiro, 18 marzo 1976) è un'attrice brasiliana.

## Biografia
Nata a Rio de Janeiro nel 1976, porta il cognome della madre, una donna di origini italiane.
Ha mosso i primi passi nel mondo dello spettacolo a soli quattordici anni, formando insieme ad altre ragazzine le cosiddette Angelicat, baby assistenti della conduttrice Angélica Ksyvickis in un programma per l'infanzia. Dopodiché sono arrivati per lei i primi ruoli nelle telenovelas come ad esempio nel 1999 in La forza del desiderio. Nel 2000 ha debuttato al cinema ottenendo la parte della protagonista in Bossa Nova, un grandissimo successo in Brasile e in Europa. L'attrice ha dato poi volto e voce a Maria Maddalena nel musical Jesus Christ Superstar.
Nel 2001 è stata nel cast di O clone. Ha interpretato il ruolo di Anita Garibaldi nella telenovela Garibaldi, l'eroe dei due mondi del 2003.
Nel 2009, è stata parte integrante del cast del film Chico Xavier. Nel 2011 è stata scelta per il ruolo della protagonista della telenovela Aquele beijo. Nel 2014 è stata ancora una volta nel cast di una telenovela, Em família. Nel 2015 ha svolto la parte della protagonista in A Regra do Jogo.

## Vita privata
Sposatasi nel 1997 col pubblicitario Ricardo Medina, suo ex compagno di liceo, Giovanna Antonelli ha divorziato nel dicembre 2001. L'anno seguente ha iniziato a frequentare il collega Murilo Benício. Nel dicembre 2004, mentre si trovava alla guida della propria auto, è rimasta gravemente ferita in un incidente da lei stessa causato per sfuggire ad alcuni paparazzi che l'avevano presa di mira: ricoverata in ospedale, ha dichiarato di essere incinta. I medici hanno salvato madre e figlio, nato poi nel maggio 2005 senza alcun trauma (il suo nome è Pietro). Nel 2007 Giovanna e Murilo Benicio si sono lasciati. Il 2007 per l'attrice è stato anche l'anno del suo matrimonio lampo (appena 4 mesi) con un uomo d'affari italoamericano, Robert Locascio. Dal 2009 Giovanna Antonelli è sposata al regista Leonardo Nogueira, con cui nel 2010 ha dato alla luce due gemelle, Sofia e Antonia. 

## Curiosità
- L'ex compagno Murilo Benício è stato per alcuni anni marito dell'attrice Guilhermina Guinle, attualmente sposata al fratello di Giovanna, l'avvocato Leonardo Antonelli.[3]

## Filmografia parziale

### Televisione
- La forza del desiderio (Força de um desejo, 1999)
- O clone (2001)
- Garibaldi, l'eroe dei due mondi; altro titolo: La casa delle sette donne (A casa das sete mulheres, 2003)
- Chico Xavier (2010)
- Aquele beijo (2011)
- Salve Jorge (2012)
- Em família (2014)
- A Regra do Jogo (2015)
- Sol Nascente (2016)

### Cinema
- Bossa Nova, regia di Bruno Barreto (2000)
- Maria, la madre del figlio di Dio, regia di Moacyr Góes (2003)
- The Heartbreaker, regia di Roberto Carminaty (2011)